# پارک جنگلی فورنیا
پارک جنگلی فورنیا یک پارک جنگلی در گامبیا کشوری در افریقا است. این پارک در ۱ ژانویه ۱۹۵۴ تأسیس شد و ۴۰۵ هکتار وسعت دارد.
این پارک در جنوب جاده بانک جنوبی، بزرگراه اصلی گامبیا، در حدود چهار کیلومتری مرکز شهر بریکاما واقع شده‌است. منطقه تقریباً ۲٫۷ عرض و ۲٫۹ کیلومتر طول در غرب تا مناطق مسکونی بریکاما گسترش می‌یابد. در شرق، این منطقه توسط جاده تنه‌ای که به سمت جنوب به عنوان Senegalese N5 به Bignona منتهی می‌شود، محدود می‌شود.